# Santiago Fernández Barriga
Santiago Nicolás Fernández Barriga (Concepción, 23 de junio de 1775 - ibídem, 12 de junio de 1847) fue un político y militar chileno.

## Biografía
Hijo de Alonso Fernández Lagos y de Catalina González-Barriga y Coloma. Casado con Ninfa del Río y Cruz, con quien tuvo nueve hijos.
Recibió los cordones de cadete por Real Cédula. Se le nombró secretario de la Intendencia de Concepción desde 1809 a 1810. Fue uno de los iniciadores del movimiento revolucionario de la Independencia en el sur, llegado a ser teniente coronel del Ejército patriota y secretario de la Junta de Gobierno provincial de Concepción. En 1814, con el retorno del absolutismo realista, estuvo preso en la Catedral de Concepción y después deportado a la isla de Juan Fernández.
Tras la independencia de Chile, fue nombrado ministro de Guerra y Marina bajo la administración de Ramón Freire, acompañando a este último en la campaña de Chiloé.
Fue electo Diputado por Concepción en la Convención Preparatoria de 1822, ocupando la Vicepresidencia en agosto del mismo año. Después, fue Diputado suplente por Puchacay para el período 1824 a 1825.
Más tarde ejerció como Diputado en la Asamblea Provincial de Concepción, en 1825 por Linares, ocupando la Vicepresidencia, y en 1829 por Concepción, ocupando la Presidencia.
Fue el primer intendente de Cauquenes en 1826, y al año siguiente fue Intendente de Concepción.

Murió en Concepción el 12 de junio de 1847.